# Спектроскопія

Анімація дисперсії світла, що проходить через трикутну призму

Спектроскопíя — розділ фізики, присвячений вивченню спектрів електромагнітного випромінювання. Слово «спектроскопія» походить від латинського слова «specter» (привид) і грецького «skopos» (спостерігач).

## Загальний опис
Дані спектроскопії — найважливіша основа для вивчення будови атомів, молекул та макроскопічних тіл в різних аґреґатних станах, зокрема різноманітних мінералів. На спектроскопії базується спектральний аналіз. Див. також інфрачервона спектроскопія, оптична спектроскопія, ультрафіолетова спектроскопія.
Спектроскопія забезпечує отримання інформації про атоми, молекули, йони, кристали і може використовуватися для визначення структури і складу зразка. Спектроскопія — неоцінимий аналітичний метод, що реалізовується на різних типах спектрометрів (або спектрофотометрів) — ЯМР, ІЧ, УФ, видимої і ближньої ІЧ частини спектра, флуоресцентних спектрометрах.
Аналіз спектрів дозволяє визначати енергетичні рівні досліджуваної системи. Також з наявності й інтенсивності випромінювання певного роду в спектрах проводять якісний і кількісний аналіз складу речовини.
Можна виділити два типи спектроскопії.
У рамках класичної спектроскопії (оптична спектроскопія) спектр отримують завдяки розкладу світла призмою, або дифракційною ґраткою.
Другий тип — Фур'є-спектроскопія. У цьому випадку вимірюється часова залежність коливання системи. Після виконання перетворення Фур'є отримують частотну характеристику системи.
Спектроскопія відбиття — вивчає спектри відбиття електромагнітного випромінювання речовин у видимій, УФ та ІЧ-областях. Для реєстрації спектрів відбиття використовуються спектрофотометри. С.в. застосовуються для вивчення складу і будови поверхневих шарів твердих тіл та мутних середовищ, а також для ідентифікації адсорбованих хімічних сполук.